# قطعنامه ۲۹۵ شورای امنیت
قطعنامه ۲۹۵ شورای امنیت سازمان ملل متحد که در تاریخ ۰۳ اوت ۱۹۷۱ تصویب شد، سندی بین‌المللی دربارهٔ شکایت توسط گینه است. این قطعنامه طی نشست ۱٬۵۷۳ام
با ۱۵ موافق،۰ مخالف و۰ ممتنع تصویب شد.